# Демофил I Константинополски
Демофил или Димофил I Константинополски (на гръцки: Δημόφιλος, Димофилос, на латински: Demophilus, Демофилус) е християнски прелат от IV век, епископ на Бер от 40-те години на IV век до 370 година и ариански епископ на Константинопол от 370 г. до изгонването си в 380 година. Ръководи арианската община в града до смъртта си. Демофил е привърженик на умереното арианство - омийството.

## Биография

### Берски епископ
Демофил е роден в благородно семейство в македонския град Солун, Римската империя. Става епископ на град Бер (Верия). Като берски епископ в 359 година заедно с другите ариански епископи на Ариминския събор отхвърля единосъщието, отказва да анатемоса арианството, заради което е низложен от събора.

### Константинополски архиепископ
След смъртта на Евдоксий, в 370 година е избран от константинополските ариани и с усилията на епископ Теодор Ираклийски (343 — 358) става константинополски архиепископ, но не е приет добре от православното столичното население. Филосторгий разказва, че при възкачването на Демофил на архиепископския престол, на традиционния въпрос на ръкополагащия го епископ Теодор Ираклийски Άξιος? тоест Достоин?, много от тълпата вместо Άξιος, отговаряли Ανάξιος!, Недостоин! Православните избират за архиепископ Евагрий, ръкоположен от Евстатий, низложеният антиохийски архиепископ, който тайно живее в Константинопол, след като е освободен от затвора от император Йовиан. Изборът на Евагрий дава повод за народни вълнения, провокирани от арианите. И Евстатий и Евагрий са заточени от император Валент, а последователи им са подложени на гонения.
Скоро след възкачването си на константинополската катедра Демофил заминава за Кизик с Доротей (или Теодор), епископ Ираклийски, за да осигурят избирането на арианин на епископската катедра, която е вакантна след изгонването на Евномий. Жителите на Кизик обаче отказват да ги признаят, докато не анатемосат Аеций, Евномий и последователите им. Едва след това им е позволено да ръкоположат епископа, избран от народа. Но избраният Елевсий веднага заявява подкрепата си за учението за единосъщието и започва да го проповядва.
В 378 година Демофил Константинополски приема низложения и изгонен от Египет, архиепископ Лукий Александрийски, който също е умерен арианин като него. В 379 година в Константинопол пристига православният богослов Григорий Назиански, за да оглави малочислената константинополска православна община. Григорий в бъдеще трябвало да стане константинополски архиепископ, за което получава санкция от Мелетий Антиохийски, под чиято юрисдикция се намират православните в Константинопол.
Междувременно пристигналият на 24 ноември 380 година в столицата император Теодосий I, предлага на архиепископ Демофил да го поддържи в понтификата му и Демофил да подпише Никейския символ на вярата или доброволно да напусне катедрата. Демофил отказава да приеме Никейския символ и да напусне архиепископската катедра, като се позовава на необходимостта от утвърждаване на низложението му от предстоящия Вселенски събор. След срещата с архиепископа, императорът приема Григорий Назиански и след разговор с ръководителя на константинополските никейци, решава лично да го въведе в храма „Света София“.
В съответствии с издадения на 27 февруари 380 година едикт „De Fide Catholica“, на 26 ноември 380 година всички църкви в Константинопол и в другите имперски градове, които от 40 години са в ариански ръце, са им отнети и дадени на никейците. Демофил с Лукий и последователите им се оттеглят в църква извън градските стени на Константинопол. На практика това означава пълна победа на католицизма.

### Последни години
Филосторгий добавя, че Демофил заминава за собствения си град Бер. Това или е станало по-късно от събитията в 380 година или Демофил се връща от изгнание, тъй като той лично представлява арианите на синода в Константинопол в 383 година.
Филосторгий твърди, че Демофил имал навика да докарва безпорядък и объркване във всичко, особено в доктрините на църквата и за пример дава една негова проповед в Константинопол, в която той говори, че човешкото тяло на Сина се е сляло с Божественото и се е разтворило в него подобно на секстарий мляко, излян в морето.
Демофил умира в 386 година и управлението на арианската община в Константинопол минава в ръцете на Марин от Тракия.